# Alice Mitchell
Alice Jessie Mitchell (Memphis, Tennessee, Estados Unidos; 26 de noviembre de 1872 - Bolivar, Tennessee, Estados Unidos; 31 de marzo de 1898) fue una mujer estadounidense que ganó notoriedad por el asesinato de su exnovia, Freda Ward.
El 23 de enero de 1892, Mitchell, de 19 años, degolló a Ward, que entonces tenía 17. Mitchell fue posteriormente declarada loca por medio de una inquisición del jurado y enviada a un hospital psiquiátrico hasta su muerte en 1898.

## Biografía

### Primeros años
Alice Mitchell nació en 1872 como la hija menor de George e Isabella Mitchell. Desde pequeña nunca estuvo interesada en los juguetes que le interesaban a las niñas, más bien se interesaba en jugar en el columpio de su jardín y jugar tanto al béisbol como al fútbol americano. Alice tenía cuatro hermanos mayores: sus hermanos Robert y Frank, y sus hermanas Mattie y Addie. Estaba más cerca de su hermano Frank. Juntos, jugaban a las canicas y practicaban tiro con rifle, también le gustaban los caballos y ayudó a cuidar el caballo de su padre. Su madre trató de enseñarle a coser y bordar, pero ella nunca disfrutó haciendo este trabajo ni pudo aprender cómo. Alice no estaba interesada en los niños, como la mayoría de las niñas de su edad. De hecho, a medida que crecía a veces era grosera con los hombres jóvenes.

### Relación con Freda Ward
Alice y Freda se conocieron en la Higbee School para señoritas. Eran muy abiertas sobre su relación: se besaban, abrazaban y se tomaban de la mano. Esto no se consideraba un comportamiento homosexual durante este período, no era raro entre familiares y amigas íntimas ya que las mujeres podían expresar cariño físicamente al contrario que los hombres, y las amistades íntimas femeninas se llamaban "compinches" en Memphis. Sin embargo, su relación era más seria que "amistosa" y Alice estaba especialmente obsesionada con Freda. La familia de Freda dejó Memphis y se mudó río arriba a Golddust, Tennessee. Debido a que Alice y Freda no vivían en la misma ciudad, solo se veían ocasionalmente. Sin embargo, cuando una de ellas viajaba para ver a la otra, se quedaban juntas durante semanas. Durante la visita las dos compartían cama por la noche. Freda no se tomaba tan en serio la relación como Alice y estaba interesada en dos hombres además de Alice. Las dos salieron hasta que la hermana mayor de Freda y la madre sustituta Ada Volkmar, le prohibieron a Freda comunicarse con Alice.

### Depresión
Alice había ideado un plan en el que comenzaría a vestirse de hombre, se casaría con Freda y ambas se irían a vivir a St. Louis como marido y mujer con Alice (como Alvin J. Ward) encontrando trabajo para mantener a Freda. Freda aceptó esta propuesta. Ada Volkmar descubrió sus cartas, incluida la propuesta, y envió una carta a Alice y a la madre de ella, Isabella, diciéndoles que se mantuviera alejada de Freda. Debido a que su relación fue expuesta y no se les permitió verse, Alice cayó en una profunda depresión. Rara vez estaba con su familia, se quedaba despierta por la noche y comía muy poco, pasaba su tiempo recordando su relación con Freda: observaba su fotografía de ella y releía las cartas. Alice a menudo firmaba recibos con el nombre "Freda Ward" y afirmaba que no se daba cuenta de lo que estaba haciendo.

## Asesinato de Freda Ward

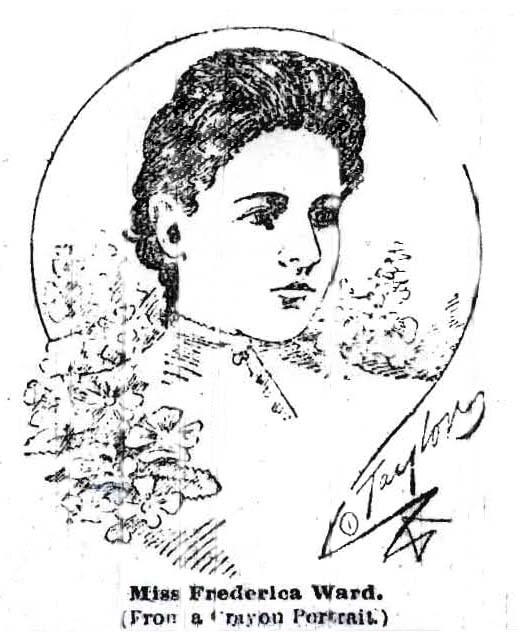
Un retrato a lápiz de Frederica Freda Ward. Del periódico Appeal Avalancche, Memphis, Tennessee.

Freda Ward estaba con su hermana mayor Jo Ward y su amiga Christina Purnell en Memphis, cuando Alice degolló a Freda con la navaja de su padre George Mitchell. Freda, Jo y Christina se dirigían hacia el río para abordar el barco de vapor Ora Lee para dirigirse a Golddust. Después de seguirlas en una carreta conducida por su amiga Lillie Johnson, Alice vio a Freda y se acercó a ella sobre el hielo descongelado. Alice sacó la navaja de su padre del bolsillo y cortó a Freda en el rostro. Jo intentó proteger a Freda atacando a Alice con su sombrilla, pero el ataque no tuvo éxito. Enfurecida por el paraguas, Alice cortó la clavícula de Jo. Freda, sangrando y desorientada, finalmente fue asesinada por Alice con un profundo corte en la garganta. Después de matar a Freda, Alice volvió a la carreta y le dijo a Lillie Johnson lo que había hecho. Lillie decidió llevarla a casa en lugar de a la policía. Más tarde, tanto ella como Alice fueron arrestadas. Se sospechaba que Lillie conocía los planes de Alice de antemano, pero no hizo nada por evitarlo. Lillie fue liberada bajo fianza, pero Alice tuvo que permanecer en la cárcel.
Alice fue juzgada ese verano y debido a su homosexualidad por la idiosincrasia de la época fue declarada "actualmente loca", lo que significa que estaba loca antes del asesinato. A la vez de ser declarada mentalmente insana por gustarle las mujeres esto también evitó que enfrentara la pena de muerte. Según su propio testimonio, Alice mató a Freda porque si no podían casarse, no había razón para que ninguna de las dos viviera y nadie debería casarse con Freda si ella no podía. Todos los cargos fueron retirados contra Lillie Johnson y Alice fue enviada al Western State Hospital for the Insane ubicado en Bolivar y murió allí en 1898.

## En la cultura popular
- El caso, que fue explotado por la prensa sensacionalista, centró la atención en los vínculos sexuales de las mujeres y provocó discusiones sobre el lesbianismo a la luz pública por primera vez.[4] El caso fue titulado como "Un crimen muy antinatural" en todo el país.[5] El caso influyó en la literatura popular de la época, que comenzó a describir a las lesbianas como "asesinas" y "masculinas".[6] Una identidad que llegó a pensarse para las lesbianas fue la "lesbiana masculina", lo que crea un diálogo sobre la expresión de género.[5]

- La historia clínica elaborada por la defensa de Mitchell la describe como "una marimacho común y corriente".[7] En la sala del tribunal, Alice Mitchell fue presentada como "loca" por sus abogados y su juicio no fue juzgado en un tribunal penal, sino para ser interrogada por locura.[5]

- Esta historia apareció en Deadly Women de Investigation Discovery.

- La historia de Mitchell es el tema del libro Alice + Freda Forever de Alexis Coe, que comenzó a adaptarse para una película dirigida por Jennifer Kent y cuyo estreno estaba previsto para 2020.[8]